# Lebiasina floridablancaensis
Lebiasina floridablancaensis är en fiskart som beskrevs av Ardila Rodríguez, 1994. Lebiasina floridablancaensis ingår i släktet Lebiasina och familjen Lebiasinidae. Inga underarter finns listade i Catalogue of Life.